# توماس هنري مورغان
توماس هنري مورغان (بالإنجليزية: Thomas Henry Morgan)‏ هو مهندس معماري أمريكي، ولد في 1857، وتوفي في 1940.